# Tina Fuentes
Tina Fuentes Fache (Valls, Tarragona, 16 de agosto de 1984-Caldas de Montbuy, Barcelona, 24 de agosto de 2018) fue una nadadora española que compitió en natación artística. Era hermana de la también nadadora artística Andrea Fuentes.

## Biografía
Se formó en Barcelona, en el club de natación Kallípolis, que desde comienzos del siglo XXI ha sido el gran semillero de la natación artística española.
Debutó en competición internacional a los 18 años en el Campeonato Europeo de Natación de 2002 en Berlín. Un año más tarde fue seleccionada por Anna Tarrés como miembro del equipo español, que conquitó la medalla de plata en los Mundiales de Barcelona de 2003, y pasó a la historia de la natación sincronizada española como el Dream Team.
Participó en los Juegos Olímpicos de Atenas 2004, donde finalizó cuarta en la prueba de equipo. Ganó cinco medallas en el Campeonato Mundial de Natación entre los años 2003 y 2007, y cinco medallas en el Campeonato Europeo de Natación entre los años 2002 y 2006.
Falleció el 24 de agosto de 2018 a los 34 años, después de afrontar un cáncer durante los tres últimos años de su vida.

## Palmarés internacional
| Campeonato Mundial | Campeonato Mundial    | Campeonato Mundial | Campeonato Mundial |
| Año                | Lugar                 | Medalla            | Prueba             |
| ------------------ | --------------------- | ------------------ | ------------------ |
| 2003               | Barcelona (España)    | Medalla de plata   | Combinación libre  |
| 2005               | Montreal (Canadá)     | Medalla de bronce  | Equipo             |
| 2005               | Montreal (Canadá)     | Medalla de bronce  | Combinación libre  |
| 2007               | Melbourne (Australia) | Medalla de plata   | Equipo libre       |
| 2007               | Melbourne (Australia) | Medalla de bronce  | Equipo técnico     |
| Campeonato Europeo |                       |                    |                    |
| Año                | Lugar                 | Medalla            | Prueba             |
| 2002               | Berlín (Alemania)     | Medalla de plata   | Equipo             |
| 2004               | Madrid (España)       | Medalla de oro     | Combinación libre  |
| 2004               | Madrid (España)       | Medalla de plata   | Equipo             |
| 2006               | Budapest (Hungría)    | Medalla de plata   | Equipo             |
| 2006               | Budapest (Hungría)    | Medalla de plata   | Combinación libre  |